# 사슬 (영화)
"사슬"(The Shackle)은 한국에서 제작된 조명화 감독의 2000년 스릴러 영화이다. 류미오 등이 주연으로 출연하였고 감남형 등이 제작에 참여하였다.

## 출연

### 주연
- 류미오
- 유철
- 하재영

### 조연
- 우지은
- 박경희
- 한세진
- 사빈
- 한지연
- 박동률
- 박광설
- 양해길
- 김기호
- 유상섭
- 서명석
- 함천길
- 최명호

## 기타
- 촬영부: 장재기
- 조명: 전명천
- 동시녹음B팀: 노천길
- 동시녹음B팀: 권흥섭
- 미술: 김성주
- 특수효과: 정도안
- -무술팀: 최강호
- 효과: 김지훈